# Toy Commander
Toy Commander (también conocido como Totsugeki! Teketeke!! Toy Ranger en Japón) es un videojuego de acción para la Sega Dreamcast desarrollado por No Cliché y publicado por Sega. 

## Argumento
El argumento del juego se desarrolla alrededor de un niño llamado Andy (Guthy en la versión europea), el cual recibe unos juguetes nuevos por Navidad y abandona sus juguetes de la infancia. Los juguetes, encabezados por Huggy Bear, un osito de peluche de Andy, se rebelan y tratan de destruir los nuevos juguetes.
Cada jefe en el juego se ha hecho cargo de un área específica de la casa, sirviendo como uno de los generales de Huggy Bear.

## Descripción
En el juego el jugador debe completar misiones controlando diferentes juguetes (habitualmente éstos toman forma de vehículos). Estas misiones se desarrollan en diferentes habitaciones de la casa. El juego es conocido por sus misiones únicas que se desenvuelven alrededor de zonas comunes de una casa. Por ejemplo, la primera misión se desarrolla en la cocina y su objetivo es hervir unos huevos usando un coche de juguete.
El juego tiene básicamente cinco tipos de vehículos controlables por el jugador: coches de carreras (usados principalmente en competiciones de velocidad), vehículos armados tales como tanques o camiones con lanzacohetes, aviones, helicópteros y vehículos de transporte (que típicamente están desarmados y destinados al transporte de juguetes ḿás pequeños).
Existe también un modo de batalla multijugador de hasta cuatro jugadores.

## Secuelas y reediciones
No Cliché creó una versión demo tematizada para Navidad de Toy Commander exclusiva para la Revista Oficial Dreamcast. El videojuego, llamado Toy Commander: Christmas Surprise apareció en las ediciones de Reino Unido y los Estados Unidos de América en las vacaciones navideñas de 2000. No se le consideró como una secuela, dado que no era un videojuego completo.
Una secuela llamada Toy Racer fue lanzada en Europa, pero no consiguió el mismo éxito comercial que su predecesor, ya que tenía muchas más limitaciones.